# Melanie Schlanger
Melanie Renee Schlanger (Nambour, 31 de agosto de 1976) é um nadadora australiana que sagrou-se campeã olímpica nos Jogos de Londres de 2012.

## Carreira
Schlanger conquistou uma medalha de ouro nos Jogos Olímpicos de 2012 competindo no revezamento 4x100 m livre, com suas compatriotas Alicia Coutts, Cate Campbell e Brittany Elmslie. A equipe australiana bateu o recorde olímpico na prova, com o tempo de 3 minutos, 33 segundos e 15 centésimos.